# Agenor Gołuchowski der Jüngere
Agenor Maria Adam Graf Gołuchowski (* 25. März 1849 in Lemberg, Galizien; † 28. März 1921 ebenda) war ein adeliger polnisch-österreichischer Politiker und k.u.k. gemeinsamer Außenminister Österreich-Ungarns von 1895 bis 1906. Wegen des gleichen Namens seines Vaters wird er auch Agenor Gołuchowski der Jüngere genannt.

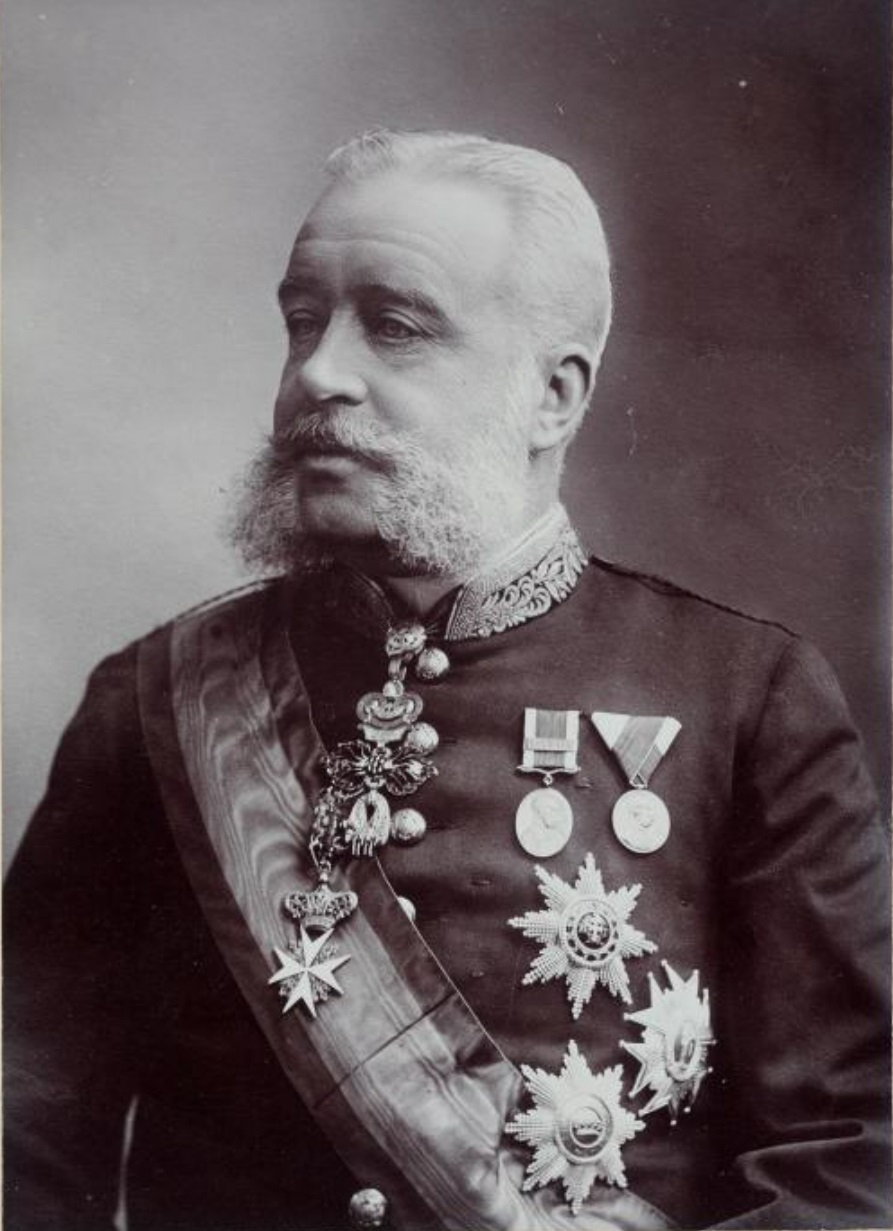
Agenor Gołuchowski der Jüngere

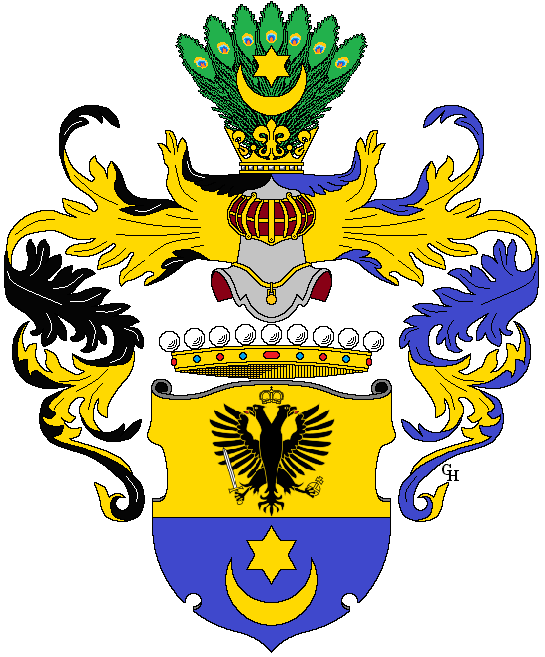
Wappen der Grafen Gołuchowski Graf von Gołuchowo

## Leben
Agenor Gołuchowski war der Sohn des Innenministers und langjährigen Statthalters von Galizien Agenor Gołuchowski dem Älteren und jahrelang im diplomatischen Dienst der Doppelmonarchie: 1872 als Attaché in Berlin, 1880 Legationsrat in Paris und 1887 bis 1893 hauptverantwortlicher Gesandter in Bukarest. In Paris heiratete er Anna Murat (1863–1940), Urenkelin von Joachim Murat, mit der er drei Kinder bekam. 1893 zog er sich vorübergehend auf seine Güter im ostgalizischen Janów (heute in Oblast Lwiw) zurück.
Ab 1875 war er, als Nachfolger seines Vaters, auch konservatives Mitglied des Herrenhauses, das Oberhaus des österreichischen Reichsrates und ab 1907 Obmann des einflussreichen Polenclubs, der Fraktion der polnischen Abgeordneten im Herrenhaus. Dort spielte er allerdings keine besonders aktive Rolle.

### Außenminister
Aufgrund seiner erfolgreichen Tätigkeit wurde er im Mai 1895 zum österreichisch-ungarischen Minister des Äußeren und des kaiserlichen Hauses berufen. Seine Außenpolitik war eine rein konservativ-beharrende, vorsichtig die Verhältnisse abwägende, es mangelte ihr an Initiative und aktiver Konzeption. Als Außenminister verhandelte Gołuchowski während des Türkisch-Griechischen Kriegs um Kreta das österreichisch-russische Abkommen vom April 1897 in Sankt Petersburg über die Beibehaltung des Status quo am Balkan, das eine Dekade der Entspannungspolitik einleitete. Auch über Albanien und Makedonien konnte ein Ausgleich mit Russland gefunden werden.
Die Beziehungen zu Großbritannien und Italien konnte er in seiner Amtszeit ebenfalls verbessern. Mit Italien vereinbarte Gołuchowski 1897 beziehungsweise 1900 den Status quo in der albanischen Frage. Auch in der Frage des serbischen Dynastiewechsels nach der Ermordung von Aleksandar Obrenović 1903 verfolgte er den Kurs des Status quo. Während der Ersten Marokkokrise unterstützte Gołuchowski das verbündete Deutsche Kaiserreich, was ihm die Anerkennung Kaiser Wilhelms als „glänzender Sekundant“ eintrug. Seiner Stellung in Wien, wo er auf Unabhängigkeit vom mächtigen Partner Wert legte, hat das geschadet. Am 11. Oktober 1906 musste er auf Druck Ungarns während des sogenannten Schweinekriegs mit Serbien zurücktreten. Anders als sein Nachfolger Alois Lexa von Aehrenthal war er in seiner an Höhepunkten armen Amtszeit Risiken jeder Art abgeneigt.

### Erster Weltkrieg
Im Ersten Weltkrieg trat er für die austropolnische Lösung, die Angliederung Kongresspolens an die Habsburgermonarchie, ein. Der deutsche Reichskanzler Bethmann Hollweg bestätigte gegenüber Gołuchowski die Überlassung Russisch-Polens an die Doppelmonarchie und die Bevorzugung der trialistischen Lösung durch Deutschland. Gołuchowski, der gegen die subdualistischen Pläne Außenminister Buriáns und eine Teilung Galiziens (Abspaltung des ukrainischen Ostteils als eigenes Kronland) auftrat, versuchte im September 1915 in Warschau die Polen für einen Staatenbund mit deutsch-ungarisch-polnischer Vorherrschaft zu gewinnen. Er plante sogar Anfang 1916 zur Durchsetzung des Trialismus den ungarischen Ministerpräsidenten István Tisza zu stürzen und durch Andrássy, einen Befürworter des Trialismus, zu ersetzen.